# Jardim do Parque da Independência
O Jardim do Parque da Independência é um  jardim de estilo francês projetado no início do século XX pelo paisagista belga Arsenius Puttemans, inspirado em clássicos franceses, como os do Palácio de Versalhes. 
Localiza-se no Parque da Independência, no município de São Paulo, onde está o Museu Paulista.

## Histórico
A história do jardim francês remonta ao ano de 1907, quando o então secretário estadual da Agricultura e Obras Públicas, Carlos Botelho, decide solicitar ao paisagista belga Arsenio Puttemans, um projeto para execução de um jardim que excedesse o ajardinamento padrão regularizado pelo governo do Estado em 1889. Inspirado nas formas neoclássicas do francês André Le Nôtre, o projeto de Puttemans foi entregue ao público em 1909.
No ano de 1922, como parte das comemorações do centenário da independência, o terreno foi rebaixado em 14 metros e foram instalados 100 chafarizes. No jardim destacam-se espécies da flora como topiárias de azaleia, buxo e falsa-figueira-benjamim, canteiros de rosas e arranjos de palmeiras e pinheiros.
Tombado pelo CONDEPHAAT, CONPRESP e IPHAN, o parque onde está o jardim é um marco histórico nacional. Na Colina do Ipiranga, junto ao Riacho do Ipiranga, D. Pedro I declarou o país independente de Portugal, em 1822. Para visitação, hoje em dia, o local possui estacionamento gratuito, rede wi-fi e acessibilidade em equipamentos de ginástica, banheiros, entrada do parque e nas áreas de circulação.

## Galeria

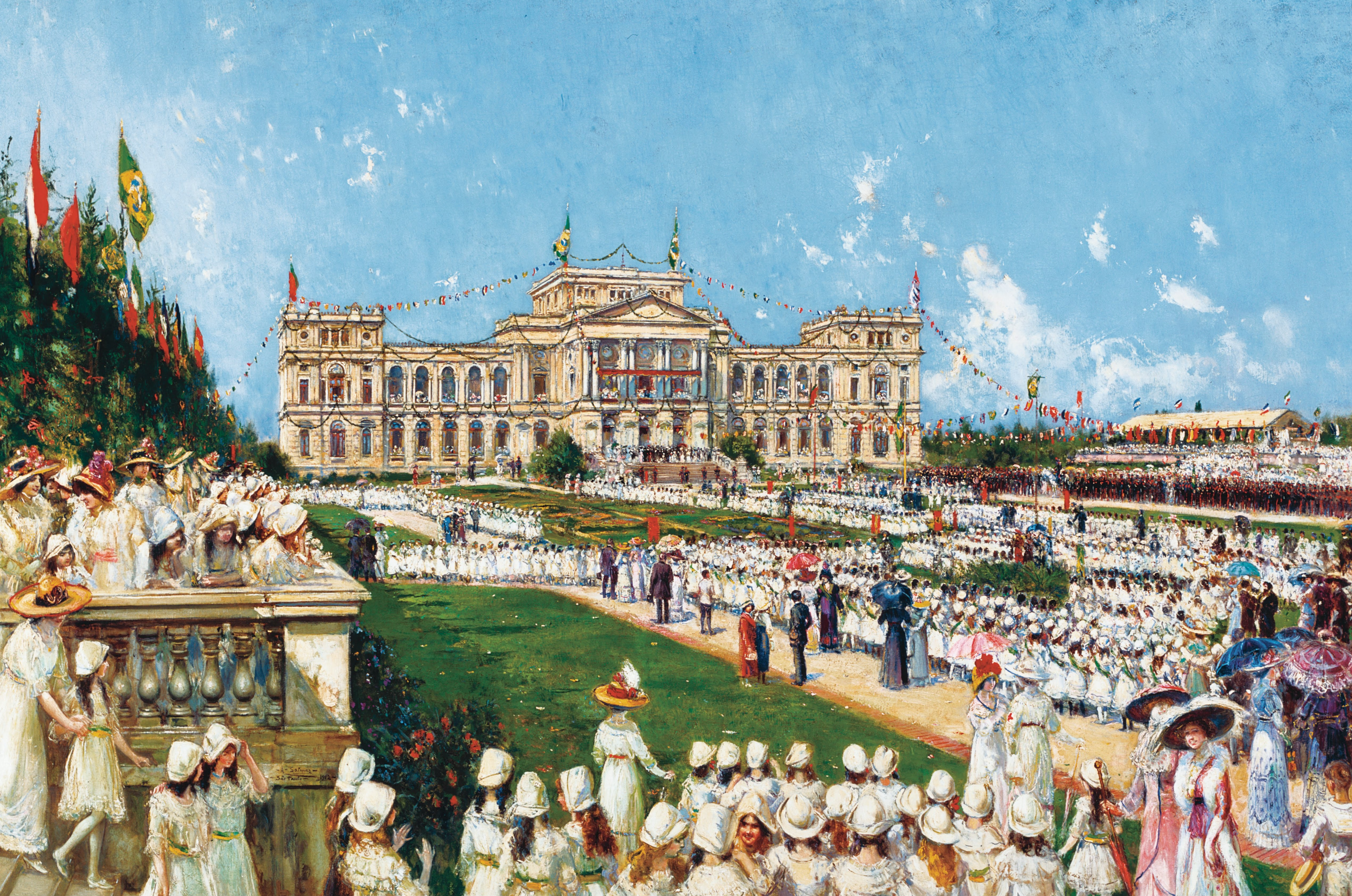
Tela de 1912 pelo espanhol Augustin Salinas y Teruel
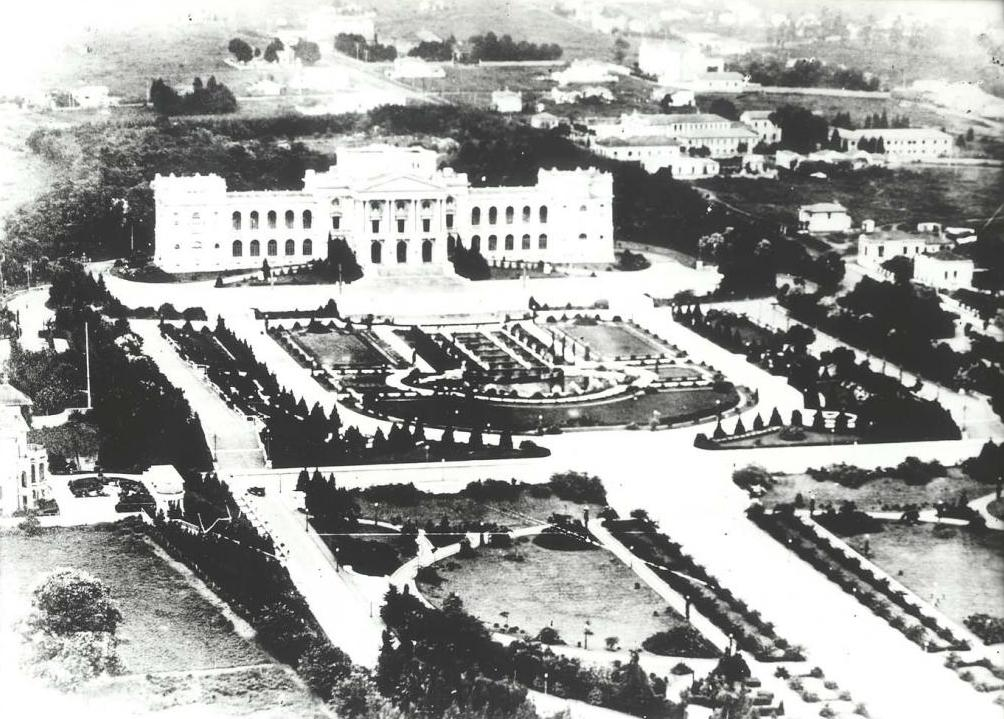
Jardim do Parque no ano de 1930
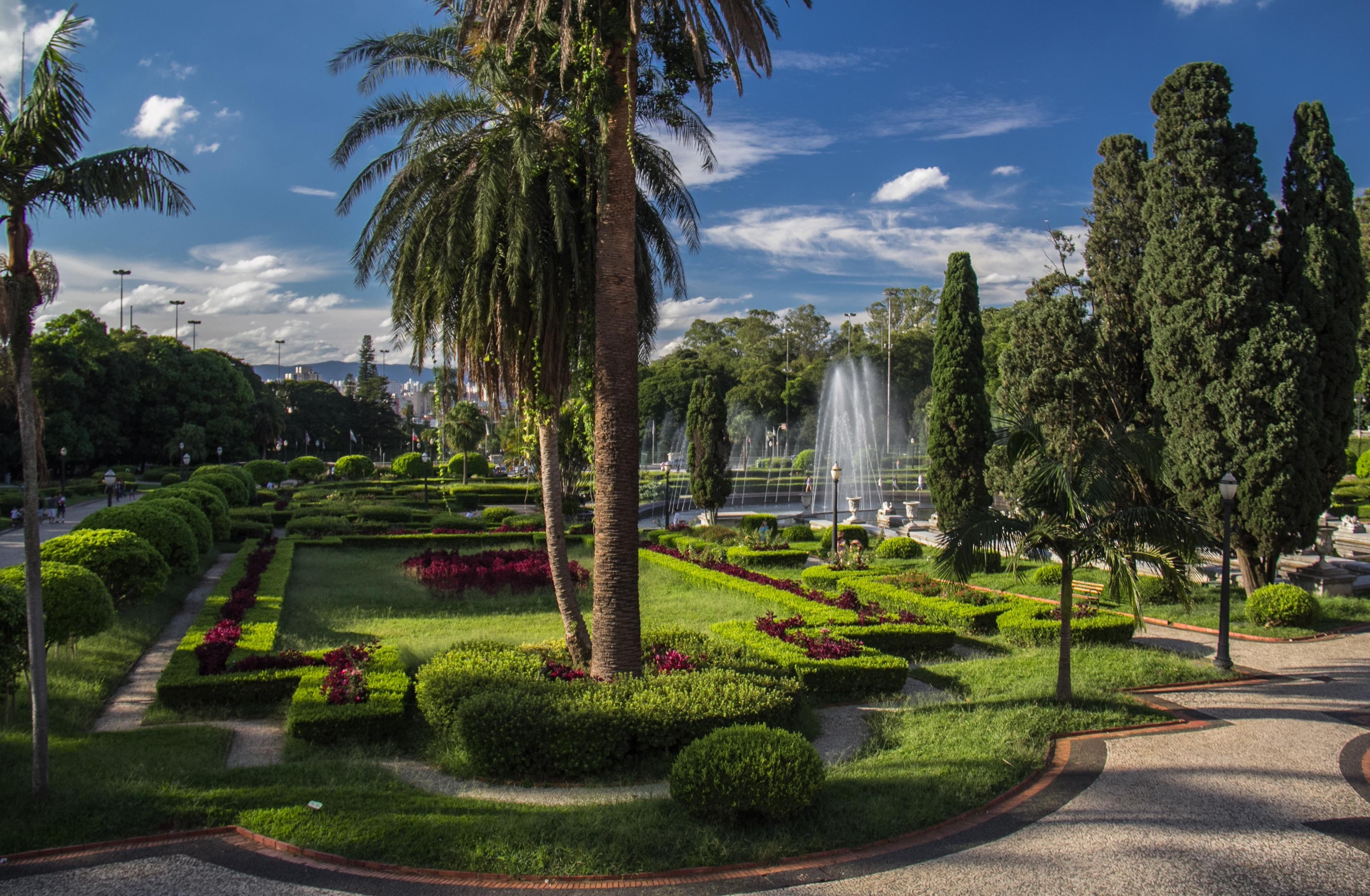
Jardim do Parque em 2013